# Inspecteur Lewis
Pour les articles homonymes, voir Lewis.

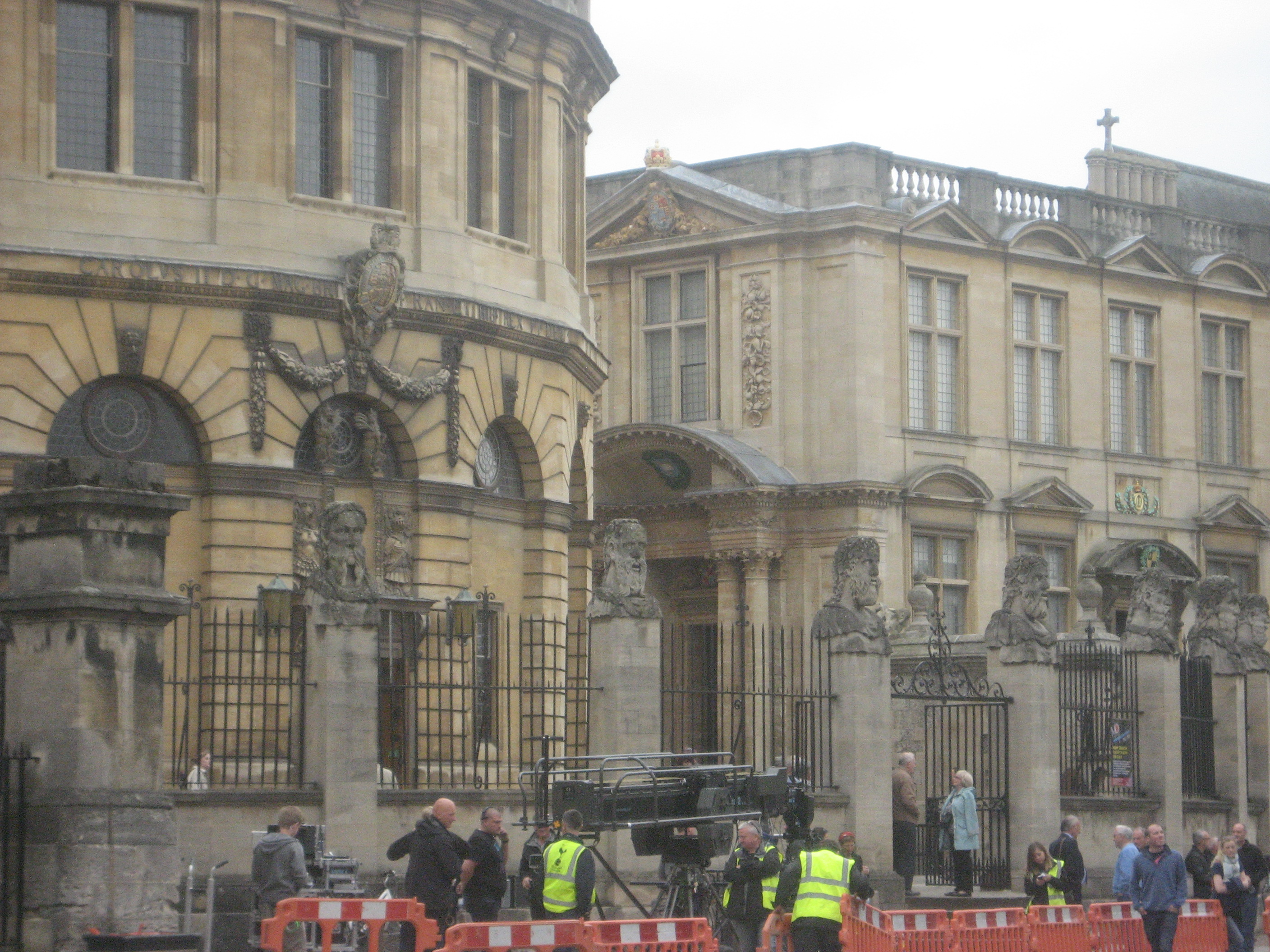
Tournage de la série.

Inspecteur Lewis (Lewis) est une série britannique créée par Chris Burt et Kate McKerrell et diffusée du 29 janvier 2006 au 10 novembre 2015 sur ITV.
En France, la série est diffusée à partir du 22 mars 2009, initialement sur France 3.

## Synopsis

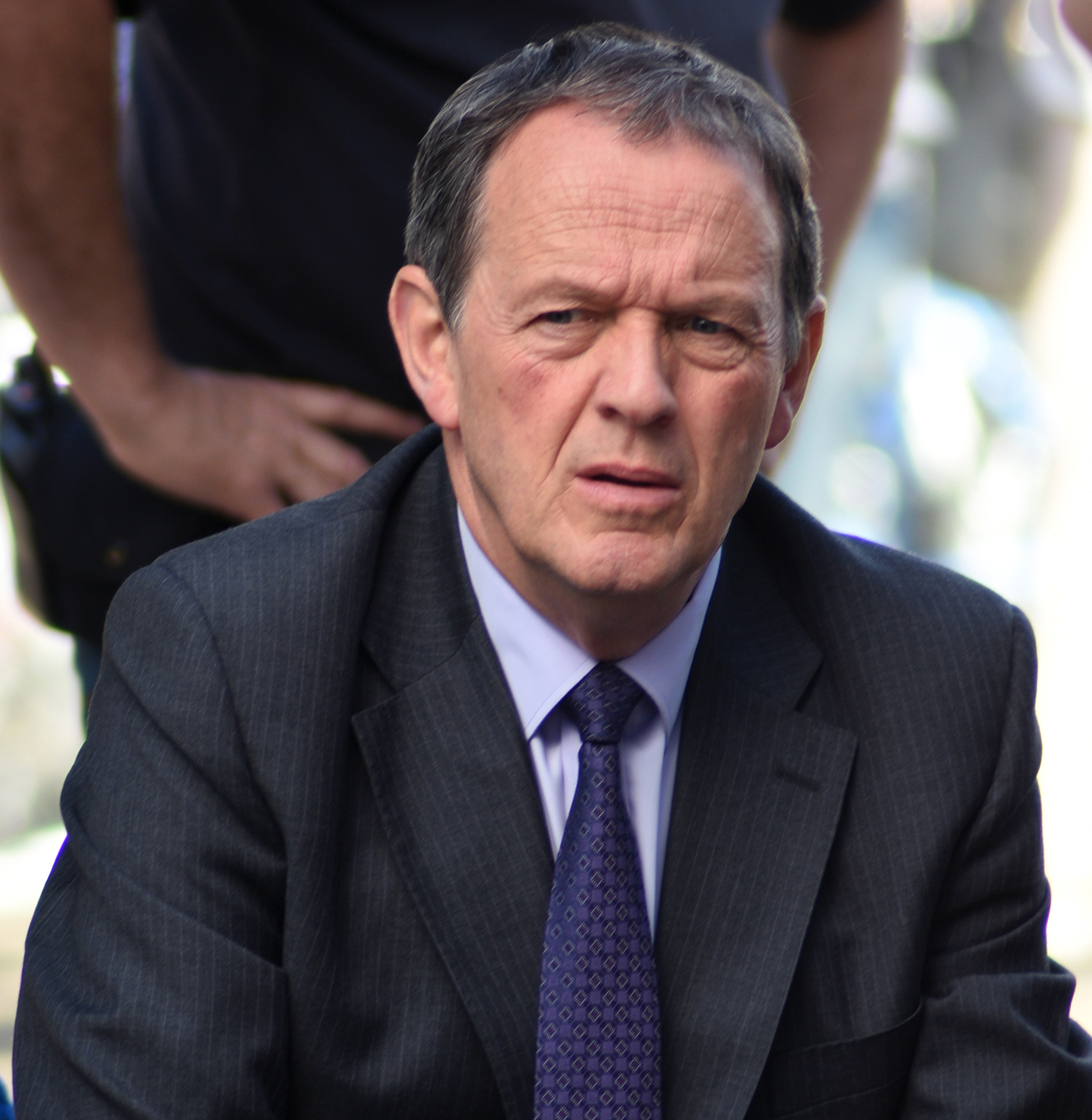
Inspecteur Robert Lewis (Kevin Whately).

Robert Lewis et son acolyte James Hathaway se chargent de résoudre les derniers mystères qui se trament à Oxford.

## Distribution

### Acteurs principaux
- Kevin Whately (VF : Bernard Alane) : l'inspecteur Robert Lewis
- Laurence Fox (VF : Ludovic Baugin) : le sergent, puis inspecteur, James Hathaway
- Clare Holman (en) (VF : Nathalie Duverne) : Dr Laura Hobson
- Rebecca Front (VF : Denise Metmer) : la chef superintendant Jean Innocent

### Acteurs invités
- Ronan Vibert : Simon Monkford (saison 3, épisode 2)
- Joanna Lumley : Esme Ford (saison 3, épisode 4)
- Simon Callow : Vernon Oxe (saison 3, épisode 4)
- David Hayman : Richie Maguire (saison 3, épisode 4)
- Nathaniel Parker (VF : Thierry Buisson) : le lieutenant-colonel Philippe Coleman (saison 4, épisode 1)
- Warren Clarke : Roger Temple (saison 4, épisode 2)
- Celia Imrie : Michelle Marber (saison 6, épisode 1)
- David Soul (VF : Vincent Grass) : le professeur Paul Yelland (saison 6, épisode 4)

Version française dirigée par Nicole Favart au studio Mediadub International, d'après une adaptation des dialogues de Christine Rispal et Armelle Guérin.

## Épisodes

### Pilote (2006)
1. Retour à Oxford (Reputation)

Résumé: De retour à Oxford après deux années d'absence, Lewis se voit confier l'enquête sur l'assassinat d'une brillante étudiante en mathématiques, assassinée pendant qu'elle participait à une étude sur le sommeil.

### Première saison (2007)
1. Les Fils de la résurrection (Whom the Gods Would Destroy)
2. Dernier chapitre (Old School Ties)

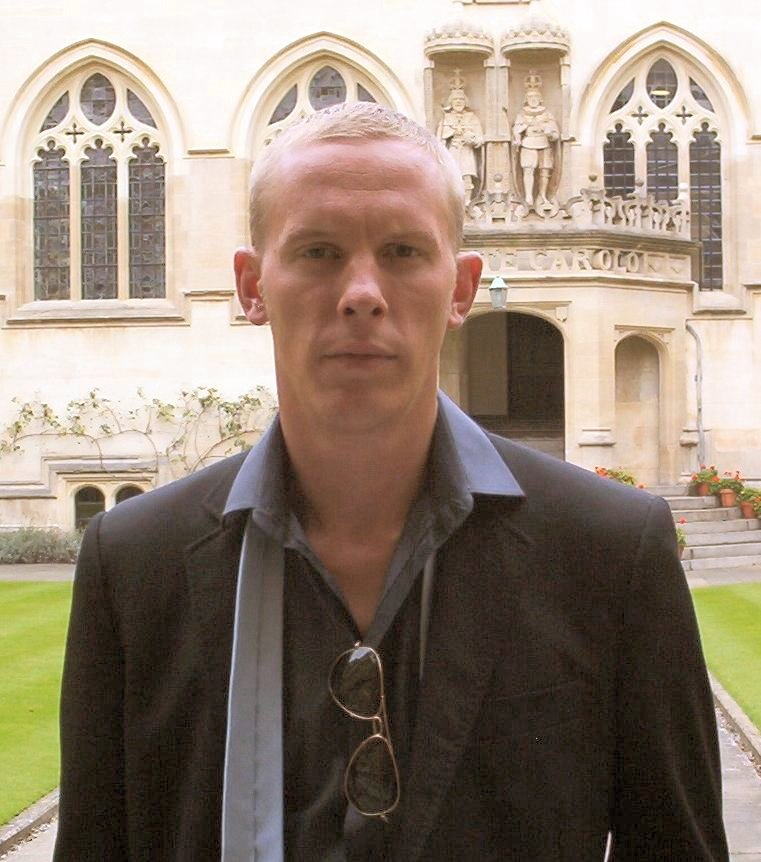
Inspecteur James Hathaway (Laurence Fox).

3. Expiation (Expiation)

#### Résumé des épisodes
1. Les Fils de la résurrection (Whom the Gods Would Destroy) Lewis et Hathaway enquêtent sur une série de meurtres commis dans le cercle d'un groupe d'anciens condisciples d'Oxford, membre d'un club secret appelé "Les fils de la résurrection". Petit à petit, il apparaît que cette compagnie partage un lourd secret.
2. Dernier chapitre (Old School Ties) Lewis et Hathaway sont chargés de la protection de Nicky Turnbull, ancien criminel reconverti en écrivain à succès, grand coureur de jupons, apparemment victime de menaces. Lorsque Turnbull est abattu sous les yeux de Lewis, celui-ci est amené à rencontrer sa veuve, en laquelle il reconnaît sa première petite amie.
3. Expiation (Expiation) Lewis et Hathaway enquêtent sur le suicide d'une mère de famille modèle. Mais petit à petit, il apparaît que le couple a une histoire compliquée...

### Deuxième saison (2008)
1. La mort est un poème (And the Moonbeams Kiss the Sea)
2. Opéra pour un meurtrier (Music to Die For)
3. L'Oiseau de feu (Life Born of Fire)
4. Grandeur et décadence (The Great and the Good)

#### Résumé des épisodes
1. La mort est un poème (And the Moonbeams Kiss the Sea) : Lewis et Hathaway enquêtent sur les meurtres  de Reg Chapman, un joueur compulsif, employé de la bibliothèque universitaire d'Oxford, et de Nell Buckley, une jeune étudiante en arts facétieuse. Philipp, un jeune autiste, dessinateur de génie, est très affecté par la mort de Nell qui était sa plus proche amie.
2. Opéra pour un meurtrier (Music to Die For) : Lewis enquête sur le meurtre d'un enseignant homosexuel âgé, amateur de boxe et de Wagner. Son enquête l'amène à consulter les archives de la Stasi, ainsi qu'une connaissance de son ancien mentor, Morse.
3. L'Oiseau de feu (Life Born of Fire) : Will McEwan, un étudiant, se suicide dans une église sous les yeux du révérend Francis King. Le lendemain, ce dernier est découvert mort, visiblement torturé. Une association secrète religieuse, « le jardin », apparaît vite centrale dans l'enquête. Dans cet épisode, on apprend pourquoi Hataway a abandonné le séminaire.
4. Grandeur et décadence (The Great and the Good) : Lewis et Hathaway enquêtent sur le viol d'une jeune fille. Les indices les conduisent vers Oswald Cooper, homme à tout faire au lycée de la jeune fille. Mais celui-ci a le meilleur alibi du monde : il dînait avec trois anciens camarades de promotion, tous membres de la haute société. Mais bientôt, Cooper est assassiné, atrocement mutilé. Qu'est-ce qui le reliait à ces 3 personnes? "Home is not the home" est une des clefs de l'énigme. Cooper a peut-être des informations sur la mort de la femme de Lewis.

### Troisième saison (2009)
1. De l'autre côté du miroir (The Allegory of Love)
2. Meurtres en coulisses (The Quality of Mercy)
3. Le Labyrinthe des illusions (The Point of Vanishing)
4. Un rock immortel (Counter Culture Blues)

#### Résumé des épisodes
1. De l'autre côté du miroir (The Allegory of Love) : Lewis et Hathaway enquêtent sur un meurtre étrange : à la sortie d'une réception donnée à l'occasion de la sortie du dernier roman du jeune Dorian Crane, créateur d'un univers d'héroïc-fantasy qui connaît un grand succès, une jeune femme est mortellement blessée par les morceaux brisés d'un miroir, justement décrit dans le roman. Mais était-elle la véritable cible ?
2. Meurtres en coulisses (The Quality of Mercy) : Un meurtre a lieu lors d'une répétition générale de la pièce Le Marchand de Venise. Très vite, il apparaît que les acteurs sont tous très ambitieux et que certains nourrissent des inimitiés de longue date. Dans cet épisode, Lewis fait face à un meurtrier qu'il recherchait depuis longtemps.
3. Le Labyrinthe des illusions (The Point of Vanishing) : Un homme est retrouvé noyé dans sa baignoire. Après enquête, il apparaît que le noyé a été autrefois condamné pour une tentative de meurtre sur la personne de Tom Rattenbury, un universitaire athée militant, redoutable débatteur. Cette tentative a échoué, mais a laissé la fille de Rattenbury infirme. Cet épisode met en avant  le labyrinthe des relations : très complexes. Dans cet épisode, une des collègues a une promotion et part. C'était la petite amie d'Hattaway.
4. Un rock immortel (Counter Culture Blues) : Lewis, appelé pour tapage diurne, découvre que le contrevenant n'est autre que le leader d'un groupe de rock qu'il appréciait dans sa jeunesse. Justement, à la faveur du retour de l'ancienne égérie du groupe, celui-ci pense se reformer. Mais un adolescent est trouvé mort. Il semblerait qu'il ait été assassiné devant le portail et alors les morts s'enchaînent.

### Quatrième saison (2010)
1. Les Secrets de Crèvecœur (The Dead of Winter)
2. Vénus porteuse de mort (Dark Matter)
3. Questions pour un assassin (Your Sudden Death Question)
4. Le Sommeil éternel (Falling Darkness)

#### Résumé des épisodes
1. Les Secrets de Crèvecœur (The Dead of Winter) : Le meurtre d'un passager d'un bus ramène Hathaway sur le domaine de Crèvecœur où il a vécu enfant, fils de l'intendant du domaine. La jeune châtelaine, dont il était amoureux dans sa jeunesse, se prépare à un mariage qui va permettre de renflouer la fortune familiale.
2. Vénus porteuse de mort (Dark Matter) : Lewis et Hathaway enquêtent sur le meurtre d'un universitaire, astronome amateur à ses heures perdues. Cet universitaire, qui avait récemment retrouvé la foi, s'était confessé peu avant sa mort.
3. Questions pour un assassin (Your Sudden Death Question) : Une université d'Oxford héberge le temps d'un week-end les participants d'un jeu de connaissances lucratif. Pour certains d'entre eux qui y ont fait leurs études, c'est un retour aux sources. Dès le premier soir, un séducteur entreprenant est assassiné. Les dames qu'il a courtisées sont suspectes, en particulier une ancienne petite amie dont il avait oublié l'existence.
4. Le Sommeil éternel (Falling Darkness) : Ligeia Willard, une chercheuse en biologie, est assassinée un soir d'Halloween, un pieu planté dans le cœur. Justement, elle devait rencontrer Laura Hobson, le médecin légiste préféré de Lewis, avec qui elle avait fait ses études. La maison d'étudiants où Laura avait vécu est également le cadre d'un meurtre, et Lewis est bien contraint de considérer son amie comme suspecte.

### Cinquième saison (2011)
1. Les masques tombent (Old, unhappy, far-off things)
2. Justice sauvage (Wild justice)
3. Esprits tourmentés (The mind has mountains)
4. Deux amants dans la nuit (The Gift of Promise)

#### Résumé des épisodes
1. Les masques tombent (Old, unhappy, far-off things): Une université privée exclusivement féminine se prépare à devenir mixte. Mais à la fin d'une réunion d'anciennes, Poppy Toynton est assassinée. Lewis connaît bien cet endroit, où il a enquêté autrefois sur une étrange agression, qui a conduit une toute jeune fille dans le coma, dont elle n'est toujours pas sortie. Le principal suspect d'alors demeure introuvable. C'est l'occasion pour Lewis de renouer avec Ali McLennan, une ancienne collègue qui a depuis quitté la police.
2. Justice sauvage (Wild justice): Une femme évêque est empoisonnée pendant un congrès à St Gerard's College. Petit à petit, Lewis et Hathaway découvrent des luttes de pouvoir au sein de l'église alors que l'élection du vice-régent est en vue et une histoire de vengeance. Plus la vengeance est naturelle, plus les lois des hommes doivent l'extirper. Peut-être que nous (les enquêteurs) sommes là pour ça? Il y a une dualité entre les personnages: Lewis vit très bien sans religion et on voit qu'Hattaway prie (c'est un ancien séminariste).
3. Esprits tourmentés (The mind has mountains): Des jeunes gens participent à une étude résidentielle où l'on teste un nouvel anti-dépresseur. Mais un matin, l'une d'entre eux est trouvé défenestrée. Les pulsions suicidaires seraient-elles un effet secondaire du traitement ?
4. Deux amants dans la nuit (The Gift of Promise): Un ancien chef du MI5 décide de publier ses mémoires. Cela crée beaucoup d'agitation et très vite, les morts arrivent. Un chapitre concernant l'infiltration de l'IRA retient l'attention de Lewis et Hathaway. Il est aussi question des enfants surdoués. Laura Hobson fait le premier pas avec Lewis.

### Sixième saison (2012)
1. La Quête impossible (The Soul of Genius)
2. Une génération de vipère (Generation of Vipers)
3. Effrayante symétrie (Fearful Symmetry)
4. Une tache indélébile (The Indelible Stain)

#### Résumé des épisodes
1. La Quête impossible (The Soul of Genius): Lewis et Hathaway enquêtent sur le meurtre d'un universitaire excentrique, dont le corps enterré en forêt est découvert par une botaniste, qui semble avoir été obsédé par la résolution d'une énigme posée par Lewis Carroll. Obsession partagée par son frère, avec lequel il était éternellement en compétition. Les choses se compliquent quand il apparaît que le défunt tirait de substantiels revenus de sa participation à une étude clinique. Deux jeunes gens, désireux d'intégrer une société secrète réservée aux génies, perturbent régulièrement l'enquête.
2. Une génération de vipère (Generation of Vipers): Un professeur se suicide peu après que la vidéo qu'elle avait mise sur un site de rencontres se soit retrouvée sur un site internet de ragots. Mais Lewis n'est pas satisfait et enquête à la fois sur les deux sites web. Il apparaît que les possesseurs des deux sites web se connaissaient depuis l'époque de l'université...
3. Effrayante symétrie (Fearful Symmetry): Une baby-sitter est assassinée pendant que ses employeurs étaient partis pour une soirée entre amis (que l'on découvrira, par la suite, être assez particulière). Lewis finit par découvrir que la sage baby-sitter posait pour des photos évoquant la domination.
4. Une tache indélébile (The Indelible Stain): Un universitaire américain vient tenir à Oxford une conférence controversée sur la possibilité de prévenir les tendances criminelles des individus. Pris à partie par des manifestants, il est finalement retrouvé pendu dans son hôtel.

### Septième saison (2013)
1. Un paradis incertain[2],[3] (Down Among the Fearful)
2. Le Dernier Voyage[4],[5] (The Ramblin' Boy)
3. La Complexité du monde[6] (Intelligent Design)

#### Résumé des épisodes
1. Un paradis incertain (Down Among the Fearful) : Le psychologue Reuben Beatty est retrouvé mort. Il apparaît vite qu'il menait une double carrière, puisqu'il exerçait également, à l'insu de ses proches, le métier de medium. Lequel de ces deux métiers a conduit à sa perte ?
2. Le Dernier Voyage (The Ramblin' Boy) : Lewis s'inquiète de la disparition de Jack Cornish, un ancien collègue qui, semble-t-il, avait une liaison. Justement, sa maîtresse, portée disparue également, est l'épouse du propriétaire d'une entreprise de pompes funèbres où a eu lieu une mystérieuse substitution de cadavre. Pendant ce temps, Hathaway, officiellement en vacances, participe à une mission humanitaire au Kosovo. À son retour, Hathaway découvre que la vie privée de son chef a pris un tour nouveau.
3. La Complexité du monde (Intelligent Design) : Peu après sa sortie de prison pour une conduite en état d'ivresse qui a coûté la vie d'une jeune fille, Richard Seager, un universitaire, est assassiné avec sa propre voiture. La famille de la jeune fille est d'abord soupçonnée, mais l'enquête semble indiquer que la conscience de Richard avait d'autres motifs de tourment que la mort de la jeune fille.

Voir ci-dessous commentaire sur la durée des épisodes.

### Huitième saison (2014)
1. Blessure à vie (Entry Wounds)
2. Les Lions de Némée (The Lion of Nemea)
3. Maître et esclave (Beyond, Good and Evil)

#### Résumés des épisodes
1. Blessure à vie (Entry Wounds) : Hathaway, promu inspecteur, a du mal à s'habituer à sa coéquipière, Lizzie Maddox. Le manque d'effectif dans la police permet au retraité Lewis de revenir dans le jeu. L'histoire commence par un incendie dans un pavillon de chasse, d'abord attribué à des activistes défendant les animaux. Les choses se compliquent avec l'assassinat d'un neurochirurgien, mis en cause il y a quelques années lors d'une opération qui a mal tourné.
2. Les Lions de Némée (The Lion of Nemea) : Hathaway, Lewis et Maddox enquêtent sur le meurtre d'une doctorante en lettres classiques. Ils apprennent assez vite que l'étudiante venait d'essayer d'écraser son ancien amant, qui n'est autre que le mari de sa directrice de thèse. Mais le trio d'enquêteurs découvre également un trafic de drogue et une incroyable pièce d'Euripide, opportunément réapparue au profit du doyen de la faculté.
3. Maître et esclave (Beyond Good and Evil) : Des tests A.D.N. croisés contaminés ainsi qu'un témoignage oublié refont surface et la condamnation d'un psychopathe, tueur de flics présumé, est annulée. Alors que la cour d'appel n'a pas encore rendu son verdict, des meurtres similaires sont perpétrés. Lewis a-t-il commis une erreur il y a 13 ans ? Même Hathaway commence à douter.

### Neuvième saison (2015)
1. De paille et de sang (One for Sorrow)
2. Magnum Opus (Magnum opus)
3. Le Nœud de l'énigme (What lies tangled)

#### Résumés des épisodes
1. De paille et de sang : Un nouveau patron est arrivé au commissariat d'Oxford, et il commence à remettre en question le rôle de Lewis en tant que consultant. Après une exposition de taxidermie anthropomorphique, un jeune artiste, Talika Desay, auteur de l'exposition, est retrouvée morte d'une overdose de drogue. Alors qu'il apparaît vite qu'il s'agit d'un meurtre, Lewis, Hathaway et Maddox sont confrontés à de nombreuses pistes : des messages menaçants sur les réseaux sociaux, des rapports ambigus avec un mentor taxidermiste, ainsi que l'époux d'une universitaire qui semble avoir été son « sugar daddy ». Une inquiétante vidéo « artistique » fait alors surface. Pendant ce temps, Hathaway doit affronter la maladie de son père et ses mauvaises relations avec sa sœur.
2. Magnum Opus : Lewis et Hathaway sont appelés à enquêter sur un corps dans une forêt. Trois autres meurtres sont commis avec le même mode opératoire, l'équipe doit se dépêcher pour attraper le tueur, avant qu'il ne recommence. Hathaway a du mal à faire face à la maladie de son père.
3. Le Nœud de l'énigme : Un mathématicien de génie, spécialiste de la théorie des nœuds, est tué par un colis piégé dans son université d'Oxford. L'équipe, appelée pour enquêter, apprend vite que la victime était un coureur de jupons, connu pour avoir eu de nombreuses aventures avec des femmes plus jeunes. Mais la victime travaillait en duo avec son frère sur une théorie révolutionnaire, intéressant des industriels. Était-il vraiment la cible ?

## Commentaires
Cette série est dérivée de la série Inspecteur Morse dans laquelle Lewis, alors au grade de sergent, était l'adjoint de Morse. Pour cette série, on apprend dans l'épisode pilote que Lewis revient à Oxford après un exil de deux ans dans les Îles Vierges, consécutif à la mort accidentelle de son épouse, renversée par un chauffard qui a pris la fuite.
Dans chaque épisode, il est fait référence à un auteur de la littérature classique anglaise.
Dans la version française, Kevin Whately est doublé par le comédien Bernard Alane.
La bande annonce est Hysteria de Muse.
Le 10 février 2014, la chaîne ITV a annoncé le tournage d'une huitième saison.
Le 21 novembre 2014, la chaîne a commandé une neuvième saison, début de tournage en mai 2015.
Le 2 novembre 2015, la chaîne ITV a annoncé qu'il n'y aurait pas de saison 10, les deux acteurs principaux de la série souhaitant arrêter pour se consacrer à d'autres projets.
La série Inspecteur Lewis a donc connu 33 épisodes, tout comme sa devancière Inspecteur Morse.

### Durée des épisodes
Au moins pour la saison 7, les épisodes de la version anglaise sont diffusés chacun en deux parties d'une heure, alors que dans la version française ils sont diffusés en une seule partie d'environ 1 h 30.
Aux États-Unis, la série est diffusée dans le cadre de l'émission Masterpiece Mystery, ce qui occasionne une coupure de quelques minutes pour rentrer dans le format.

## Produits dérivés
Les 8 premières saisons de la série ont été éditées en France sur un support DVD par la société Elephant Films. Les DVD contiennent la version originale sans coupure, des sous-titres en français, et la version française.
PBS distribue la série aux États-Unis. Les premières éditions par PBS en DVD reproduisaient la coupure de la version télévisée, mais il semble que la réédition actuelle conserve le format original. À partir de la saison 5 (numérotée 4 dans la diffusion américaine), PBS distribue également une version Blu-Ray, sans coupure. Cette version comprend des sous-titres en anglais.